# Haselbach (Fulda)
Der Haselbach ist ein 11,9 km langer, nördlicher und orographisch rechtsseitiger Zufluss der Fulda im Osthessischen Bergland im hessischen Landkreis Hersfeld-Rotenburg.

## Verlauf
Der Haselbach entspringt und fließt im Nordteil des Landkreises Hersfeld-Rotenburg im Fulda-Werra-Bergland, einem Teil des Osthessisches Berglands. Seine Quelle liegt im Zentrum des Stölzinger Gebirges etwa 1,5 km nördlich von Dankerode, einem nördlichen Stadtteil von Rotenburg an der Fulda. Sie befindet sich westlich des 485,8 m ü. NHN hohen Mosenbergs auf knapp 380 m Höhe.
Anfangs fließt der Haselbach südsüdwestwärts nach und durch Dankerode, um direkt danach südwärts durch Seifertshausen, Erkshausen und Schwarzenhasel zu verlaufen. Danach durchfließt er durch das 1991 gegründete und 23 ha große Naturschutzgebiet Haselgrund bei Schwarzenhasel (NSG-Nr. 163541).
Anschließend verlässt der Haselbach das Stölzinger Gebirge und durchfließt Lispenhausen, einen östlichen Stadtteil von Rotenburg, wo er die Bundesstraße 83 und anschließend die Bahnstrecke Bebra–Baunatal-Guntershausen unterquert. Etwas südwestlich der Ortschaft mündet er auf etwa 185 m Höhe in den dort von Südosten kommenden Weser-Quellfluss Fulda.

## Einzugsgebiet und Zuflüsse
Das Einzugsgebiet des Haselbachs, das sich von den Bergen des Stölzinger Gebirges bis zu seiner Mündung in die Fulda erstreckt, umfasst 31,537 km². Zu den Zuflüssen des Bachs gehören mit orographischer Zuordnung (l = linksseitig, r = rechtsseitig), Gewässerlänge und Mündungsort mit Haselbachkilometer (flussabwärts betrachtet):
- Etschbach (r; 1,5 km), oberhalb Seifertshausen (bei km 9,05)
- Bach im Helberoder Grund (l; 2,2 km), in Seifertshausen (nahe km 7,75)
- Alber Bach (r; 1,9 km), direkt unterhalb Seifertshausen (nahe km 7,5)
- Kreuzbach (r; 1,5 km), oberhalb Erkshausen beim Heinrichshof (nahe km 6,9)
- Bach bei Weißer Mühle (l; 2,6 km), oberhalb Erkshausen (bei km 6,4)
- Bach bei der Untermühle (l; 1,6 km), unterhalb Erkshausen bei der Mühle (nahe km 5,6)
- Brückenbach (r; 1,7 km), in Erkshausen unterhalb der Untermühle (nahe km 5,5)
- Welsergraben (r; 1,3 km), in Schwarzenhasel (nahe km 3,9)
- Leuthebach (l; 1,2 km), unterhalb Schwarzenhasel (bei km 3,55)